# フレッチャー級駆逐艦
フレッチャー級駆逐艦（フレッチャーきゅうくちくかん Fletcher-class destroyer）は、アメリカ海軍の駆逐艦の艦級。最も多く発注された駆逐艦の艦級であり、1942年から1944年にかけて175隻が建造された。
フレッチャー級は従来のアメリカ海軍駆逐艦より大幅に大型化しており、航洋性・武装ともに強化されたことから大きな成功を収め、駆逐艦の標準とも言える艦級となった。また、続いて建造されたアレン・M・サムナー級、ギアリング級のベースともなった。

## 設計
フレッチャー級の設計にあたっては、基本的な要求は従来と変わっておらず1939年に設計を開始した時には基準排水量1,600t前後、速力36ノットの計画であった。しかし船体強度を増すため船型を従来の長船首楼型から平甲板型に変更し、また同時期の大型艦比で5ノットの優速を目標に主機関を増強したことから、条約の制約がなかったこともあって大型化し、アメリカ駆逐艦としては初めて基準排水量が2,000tを超える、空前の大型駆逐艦となった。
溶接範囲の拡大に伴って、船体構造は縦肋骨方式の部分が拡大された。弾片防御を重視したこともあり、船体の材料としては特殊処理鋼（STS）が多く採用された。また、戦時急造期であったこともあり、艤装などあらゆる面に標準化が推進されている。フレッチャー級の設計は、以後チャールズ・F・アダムズ級ミサイル駆逐艦に至るまでのアメリカ駆逐艦の基本線となった。
上記の通り速力増強の要請に伴い、主機出力は従来艦の50,000馬力から60,000馬力に増強されている。機関配置としては、ベンソン級以来の分離配置が踏襲され、ボイラーを2基ずつ収容した缶室と、蒸気タービン・減速機・復水器等を収容した機械室がセットになり、前部缶室・前部機械室・後部缶室・後部機械室の順に直列のシフト配置とされている。主ボイラーはバブコック・アンド・ウィルコックス（B&W）社製の重油専焼式水管ボイラーを4缶搭載しており、蒸気性状は圧力43.3 kgf/cm2 (616 lbf/in2)、温度454℃。主機はゼネラル・エレクトリック（GE）社製のオール・ギヤード蒸気タービンであるが、DD-649,662〜665ではフォスター・ホイーラー社製とされている。減速機としては初めて2段減速歯車装置が採用されており、タービンは高速回転とされた。

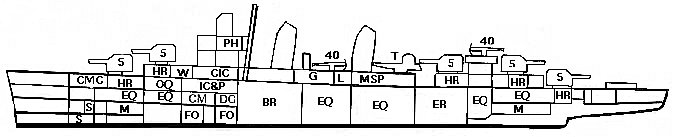
フレッチャー級一般配置図

|      |                                 |       |                               |
| CMC: | 管制室                          | PH:   | 操舵室                        |
| S:   |                                 | CIC:  | 戦闘指揮所                    |
| 5:   | 5インチ38口径単装砲 (1番 - 5番) | IC&P: | 内部通信およびプロット        |
| HR:  | 弾薬取扱室                      | DC:   | 爆雷                          |
| EQ:  | 兵員用居室                      | BR:   | ボイラー室                    |
| M:   | 弾薬庫                          | 40:   | ボフォース40mm連装砲          |
| OQ:  | 士官用居室                      | G:    | 厨房                          |
| W:   | 医務室                          | L:    | 洗濯室                        |
| CM:  | 食堂                            | T:    | 魚雷発射管                    |
| FO:  | 燃料                            | MSP:  | Medical Stores and Electrical |
|      |                                 | ER:   | エンジンルーム                |

## 装備
主砲としては、初代ファラガット級以来のMk.12 38口径5インチ砲5門装備が踏襲された。砲射撃指揮システム（GFCS）としても、同様にMk.37 砲射撃指揮装置が艦橋上に搭載されている。当初は射撃指揮レーダーをもたなかったが、のちにUHF帯のMk.12、さらにXバンドのMk.25が装備された。
一方、高角機銃に関しては大規模な換装・増設が重ねられたことから、各艦ごとの差異が大きい。初期建造艦では、当初、3・4番砲間に75口径28mm機銃の4連装マウントが搭載されていた。しかし第二次世界大戦中の戦訓から防空強化の必要性が痛感されたことから、これを撤去するかわりに、ボフォース 40mm機銃とエリコン 20mm機銃が増備された。多くの場合、2番砲の後方両舷、後部煙突脇両舷と28mm機銃の撤去跡に40mm連装機銃が設置されていたほか、上掲の一般配置図に示す通り、一部艦では5連装魚雷発射管のうち1基を撤去して、さらに40mm連装機銃が搭載された。また各所に20mm機銃多数が装備された。20mm機銃はしばしばジャイロスコープ内蔵のMk.14照準器を備えており、また40mm機銃はこれにFCSとしての機能を付加したMk.51 射撃指揮装置による射撃指揮を受けていた。
水雷装備に関しては、ベンソン級以来の5連装魚雷発射管2基装備が踏襲されたが、爆雷投射機は6基に増強された。後に対潜戦能力強化のため、多くの艦で艦橋前両舷01甲板レベルの40mm連装機銃がヘッジホッグ対潜迫撃砲の固定マウントに換装されたほか、1952年度計画でフレッチャー級のうち39隻に対し、すべての魚雷発射管を陸揚げしてかわって短魚雷落射機を搭載するなどの改装が行われている。

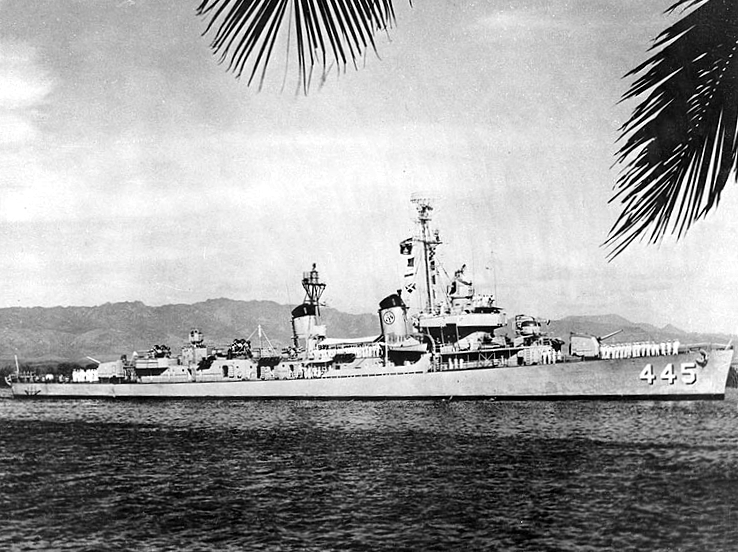
DDE改装艦 (フレッチャー、1964年撮影)
2番砲塔を搭載していた箇所にRUR-4 ウェポン・アルファを装備している

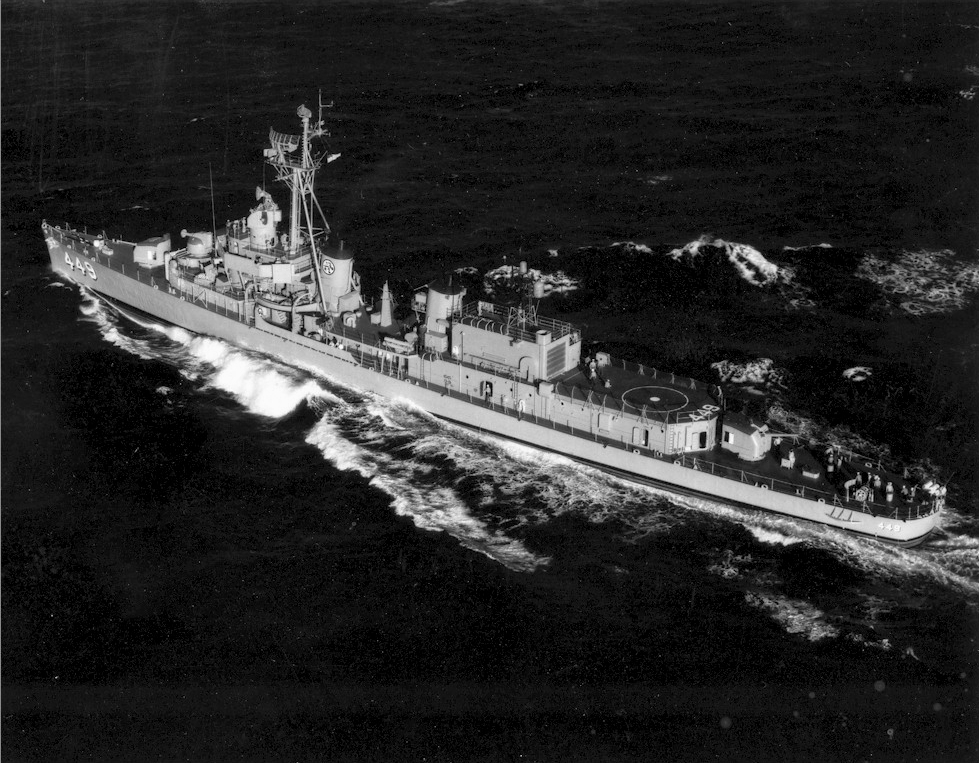
FRAM-II改装艦 (ニコラス)

また1948年度計画より、ソ連海軍潜水艦の高性能化と増勢に対応するため18隻が対潜護衛艦（DDE）に種別変更され護衛駆逐艦への改修を受けた。これによってレーダーやソナー、FCSが更新されたほか、2・3・4番砲は撤去され、かわって旋回式のMk.15 ヘッジホッグ対潜迫撃砲とMk.33 3インチ連装速射砲が搭載された。さらに1960年代には、3隻（ラドフォード、ジェンキンス、ニコラス）がFRAM-II（Fleet Rehabilitation And Modernization II）改修を受けて、Mk.108 324mm対潜ロケット砲やMk 32 短魚雷発射管、QH-50 DASHを搭載している。Mk.108 324mm対潜ロケット砲や短魚雷発射管などはFRAM-II改装艦以外の同型艦にも新たに装備されている例がある。
なお、6隻に対して航空機用カタパルトの装備が計画され、そのうち3隻（プリングル、スティーヴンス、ハルフォード）が実際に装備された。しかしこの計画は成功せず、以後の改装は中止され、これら3隻の装備も後に撤去された。また、ヘイゼルウッドはQH-50 DASHの試験艦としてその格納庫・発着甲板などの航空艤装を設置しているが、この実績は上記のFRAM-II改修の際に生かされることとなった。

### 兵装・電装要目
|          | 当初                      | WW2直後 (例)              | DDE改装艦 (例)                   |
| -------- | ------------------------- | ------------------------- | -------------------------------- |
| 兵装     | 38口径5インチ単装砲×5基   | 38口径5インチ単装砲×5基   | 38口径5インチ単装砲×3基          |
| 兵装     | 38口径5インチ単装砲×5基   | 38口径5インチ単装砲×5基   | 50口径3インチ連装砲×1基          |
| 兵装     | 28mm4連装機銃×1基         | 40mm連装機銃×5基          | 40mm連装機銃×4基                 |
| 兵装     | 12.7mm単装機銃若干        | 20mm単装機銃×6基          | 20mm単装機銃×6基                 |
| 兵装     | 533mm 5連装魚雷発射管×2基 | 533mm 5連装魚雷発射管×2基 | 短魚雷落射機×2基                 |
| 兵装     | 爆雷投射機×6基            | 爆雷投射機×6基            | 固定式ヘッジホッグ対潜迫撃砲×2基 |
| 兵装     | 爆雷投下軌条×2基          | 爆雷投下軌条×2基          | 旋回式ヘッジホッグ対潜迫撃砲×1基 |
| GFCS     | Mk.37×1基                 | Mk.37×1基                 | Mk.56×1基                        |
| GFCS     | Mk.51×5基                 | Mk.51×5基                 | Mk.63×5基                        |
| レーダー | －                        | SC 対空捜索用             | AN/SPS-6 対空捜索用              |
| レーダー | －                        | SG 対水上捜索用           | AN/SPS-10 対水上捜索用           |
| ソナー   | QC 探信儀                 | QHB 探信儀                | AN/SQS-4 探信儀                  |

## 配備
1941年・1942年度計画で175隻が建造され、うち17隻が第二次世界大戦で戦没している。
第二次世界大戦終結後には多くの艦が予備役に編入された。1950年に朝鮮戦争が勃発するとそれらの艦は殆どが現役復帰したが、現役復帰が為されないまま解体されたり、標的艦とされたりした艦も多い。
| アメリカ海軍            | アメリカ海軍                                      | アメリカ海軍                                  | アメリカ海軍                  | アメリカ海軍                                                                                                 | 退役/再就役後 | 退役/再就役後 | 退役/再就役後 | 退役/再就役後 | 退役/再就役後 | 退役/再就役後 |
| Hull No.                | 艦名                                              | 造船所                                        | 就役                          | 退役 | 再就役先 | Hull No. | 艦名 | 就役 | 退役 | その後 |
| ----------------------- | ------------------------------------------------- | --------------------------------------------- | ----------------------------- | --- | --- | --- | --- | --- | --- | --- |
| DD-445 DDE-445          | フレッチャー USS Fletcher                         | フェデラル                                    | 1942年06月30日 1949年10月03日 | 1947年01月15日 1969年08月01日                                                                                | スクラップとして売却。 | スクラップとして売却。 | スクラップとして売却。 | スクラップとして売却。 | スクラップとして売却。 | スクラップとして売却。 |
| DD-446 DDE-446          | ラドフォード USS Radford                          | フェデラル                                    | 1942年07月22日 1949年10月17日 | 1946年01月17日 1969年11月10日                                                                                | スクラップとして売却。 | スクラップとして売却。 | スクラップとして売却。 | スクラップとして売却。 | スクラップとして売却。 | スクラップとして売却。 |
| DD-447 DDE-447          | ジェンキンス USS Jenkins                          | フェデラル                                    | 1942年07月31日 1951年11月22日 | 1946年05月01日 1969年07月02日                                                                                | スクラップとして売却。 | スクラップとして売却。 | スクラップとして売却。 | スクラップとして売却。 | スクラップとして売却。 | スクラップとして売却。 |
| DD-448                  | ラ・ヴァレット USS La Vallette                    | フェデラル                                    | 1942年08月12日                | 1946年04月16日                                                                                               | ペルー海軍 | | | 1974年07月26日 | | 部品取り用として売却。 |
| DD-449 DDE-449          | ニコラス USS Nicholas                             | バス鉄工所                                    | 1942年06月04日 1951年02月19日 | 1946年06月12日 1970年01月30日                                                                                | スクラップとして売却。 | スクラップとして売却。 | スクラップとして売却。 | スクラップとして売却。 | スクラップとして売却。 | スクラップとして売却。 |
| DD-450 DDE-450          | オバノン USS O'Bannon                             | バス鉄工所                                    | 1942年06月26日 1951年02月19日 | 1946年05月21日 1970年01月30日                                                                                | スクラップとして売却。 | スクラップとして売却。 | スクラップとして売却。 | スクラップとして売却。 | スクラップとして売却。 | スクラップとして売却。 |
| DD-451                  | シャバリア USS Chevalier                          | バス鉄工所                                    | 1941年07月20日                | 1943年10月06日、第二次ベララベラ海戦にて駆逐艦夕雲の雷撃により戦没。                                         | 1943年10月06日、第二次ベララベラ海戦にて駆逐艦夕雲の雷撃により戦没。                                                                  | 1943年10月06日、第二次ベララベラ海戦にて駆逐艦夕雲の雷撃により戦没。                                                                  | 1943年10月06日、第二次ベララベラ海戦にて駆逐艦夕雲の雷撃により戦没。                                                                  | 1943年10月06日、第二次ベララベラ海戦にて駆逐艦夕雲の雷撃により戦没。                                                                  | 1943年10月06日、第二次ベララベラ海戦にて駆逐艦夕雲の雷撃により戦没。                                                                  | 1943年10月06日、第二次ベララベラ海戦にて駆逐艦夕雲の雷撃により戦没。                                                                  |
| DD-465 DDE-465 EDDE-465 | ソーフリー USS Saufley                            | フェデラル                                    | 1942年08月29日 1949年12月15日 | 1946年06月12日 1965年01月29日                                                                                | 実艦標的として処分。 | 実艦標的として処分。 | 実艦標的として処分。 | 実艦標的として処分。 | 実艦標的として処分。 | 実艦標的として処分。 |
| DD-466 DDE-466          | ウォーラー USS Waller                             | フェデラル                                    | 1942年10月01日 1950年07月05日 | 1946年06月10日 1969年07月15日                                                                                | 実艦標的として処分。 | 実艦標的として処分。 | 実艦標的として処分。 | 実艦標的として処分。 | 実艦標的として処分。 | 実艦標的として処分。 |
| DD-467                  | ストロング USS Strong                             | バス鉄工所                                    | 1942年08月07日                | 1943年07月05日、日本海軍の雷撃により戦没。                                                                   | 1943年07月05日、日本海軍の雷撃により戦没。                                                                                            | 1943年07月05日、日本海軍の雷撃により戦没。                                                                                            | 1943年07月05日、日本海軍の雷撃により戦没。                                                                                            | 1943年07月05日、日本海軍の雷撃により戦没。                                                                                            | 1943年07月05日、日本海軍の雷撃により戦没。                                                                                            | 1943年07月05日、日本海軍の雷撃により戦没。                                                                                            |
| DD-468 DDE-468          | テイラー USS Taylor                               | バス鉄工所                                    | 1942年08月28日 1951年12月03日 | 1946年05月31日 1969年06月03日                                                                                | イタリア海軍 | D-560 | ランチエーレ (Lanciere) | 1969年06月03日 | 1971年01月 | 部品取り用として保管・順次解体。 |
| DD-469                  | ド・ヘイヴン USS De Haven                         | バス鉄工所                                    | 1942年09月21日                | 1943年02月01日、ガダルカナル島沖にて日本海軍航空隊の急降下爆撃を受け戦没した。                               | 1943年02月01日、ガダルカナル島沖にて日本海軍航空隊の急降下爆撃を受け戦没した。                                                        | 1943年02月01日、ガダルカナル島沖にて日本海軍航空隊の急降下爆撃を受け戦没した。                                                        | 1943年02月01日、ガダルカナル島沖にて日本海軍航空隊の急降下爆撃を受け戦没した。                                                        | 1943年02月01日、ガダルカナル島沖にて日本海軍航空隊の急降下爆撃を受け戦没した。                                                        | 1943年02月01日、ガダルカナル島沖にて日本海軍航空隊の急降下爆撃を受け戦没した。                                                        | 1943年02月01日、ガダルカナル島沖にて日本海軍航空隊の急降下爆撃を受け戦没した。                                                        |
| DD-470 DDE-470          | バッチ USS Bache                                  | ベスレヘム造船 スタテンアイランド造船所       | 1942年11月14日 1951年10月01日 | 1946年02月04日                                                                                               | 1968年02月06日、ギリシャのロドス島沖にて難破。                                                                                        | 1968年02月06日、ギリシャのロドス島沖にて難破。                                                                                        | 1968年02月06日、ギリシャのロドス島沖にて難破。                                                                                        | 1968年02月06日、ギリシャのロドス島沖にて難破。                                                                                        | 1968年02月06日、ギリシャのロドス島沖にて難破。                                                                                        | 1968年02月06日、ギリシャのロドス島沖にて難破。                                                                                        |
| DD-471 DDE-471          | ビール USS Beale                                  | ベスレヘム造船 スタテンアイランド造船所       | 1942年12月23日 1951年11月01日 | 1946年04月11日 1968年09月30日                                                                                | 実艦標的として処分。 | 実艦標的として処分。 | 実艦標的として処分。 | 実艦標的として処分。 | 実艦標的として処分。 | 実艦標的として処分。 |
| DD-472                  | ゲスト USS Guest                                  | ボストン海軍工廠                              | 1942年12月15日                | 1946年06月04日                                                                                               | ブラジル海軍 | D-27 | パラ (CT Pará) | 1959年06月05日 | 1979年 | 実艦標的として処分。 |
| DD-473                  | ベネット USS Bennett                              | ボストン海軍工廠                              | 1943年02月09日                | 1946年04月18日                                                                                               | ブラジル海軍 | D-28 | パライバ (CT Paraíba) | 1959年12月15日 | 1978年 | スクラップとして売却。 |
| DD-474                  | フラム USS Fullam                                 | ボストン海軍工廠                              | 1943年03月02日                | 1947年01月15日                                                                                               | 実艦標的として処分。 | 実艦標的として処分。 | 実艦標的として処分。 | 実艦標的として処分。 | 実艦標的として処分。 | 実艦標的として処分。 |
| DD-475                  | ハドソン USS Hudson                               | ボストン海軍工廠                              | 1943年04月13日                | 1946年05月31日                                                                                               | スクラップとして売却。 | スクラップとして売却。 | スクラップとして売却。 | スクラップとして売却。 | スクラップとして売却。 | スクラップとして売却。 |
| DD-476                  | ハッチンス USS Hutchins                           | ボストン海軍工廠                              | 1942年11月17日                | 1945年11月30日                                                                                               | 1945年04月27日、沖縄戦において四式肉薄攻撃艇の攻撃で大破座礁して放棄、戦後にスクラップとして売却。                                    | 1945年04月27日、沖縄戦において四式肉薄攻撃艇の攻撃で大破座礁して放棄、戦後にスクラップとして売却。                                    | 1945年04月27日、沖縄戦において四式肉薄攻撃艇の攻撃で大破座礁して放棄、戦後にスクラップとして売却。                                    | 1945年04月27日、沖縄戦において四式肉薄攻撃艇の攻撃で大破座礁して放棄、戦後にスクラップとして売却。                                    | 1945年04月27日、沖縄戦において四式肉薄攻撃艇の攻撃で大破座礁して放棄、戦後にスクラップとして売却。                                    | 1945年04月27日、沖縄戦において四式肉薄攻撃艇の攻撃で大破座礁して放棄、戦後にスクラップとして売却。                                    |
| DD-477                  | プリングル USS Pringle                            | チャールストン                                | 1942年09月15日                | 1945年04月16日、沖縄戦において特攻隊の攻撃により戦没した。                                                   | 1945年04月16日、沖縄戦において特攻隊の攻撃により戦没した。                                                                            | 1945年04月16日、沖縄戦において特攻隊の攻撃により戦没した。                                                                            | 1945年04月16日、沖縄戦において特攻隊の攻撃により戦没した。                                                                            | 1945年04月16日、沖縄戦において特攻隊の攻撃により戦没した。                                                                            | 1945年04月16日、沖縄戦において特攻隊の攻撃により戦没した。                                                                            | 1945年04月16日、沖縄戦において特攻隊の攻撃により戦没した。                                                                            |
| DD-478                  | スタンリー USS Stanly                             | チャールストン                                | 1942年10月15日                | 1946年10月                                                                                                   | 1945年04月12日、沖縄戦において桜花が命中し大破、戦後にスクラップとして売却。                                                          | 1945年04月12日、沖縄戦において桜花が命中し大破、戦後にスクラップとして売却。                                                          | 1945年04月12日、沖縄戦において桜花が命中し大破、戦後にスクラップとして売却。                                                          | 1945年04月12日、沖縄戦において桜花が命中し大破、戦後にスクラップとして売却。                                                          | 1945年04月12日、沖縄戦において桜花が命中し大破、戦後にスクラップとして売却。                                                          | 1945年04月12日、沖縄戦において桜花が命中し大破、戦後にスクラップとして売却。                                                          |
| DD-479                  | スティーヴンス USS Stevens                        | チャールストン                                | 1943年02月01日                | 1946年07月02日                                                                                               | スクラップとして売却。 | スクラップとして売却。 | スクラップとして売却。 | スクラップとして売却。 | スクラップとして売却。 | スクラップとして売却。 |
| DD-480                  | ハルフォード USS Halford                          | ピュージェット・サウンド                      | 1943年04月10日                | 1946年05月15日                                                                                               | スクラップとして売却。 | スクラップとして売却。 | スクラップとして売却。 | スクラップとして売却。 | スクラップとして売却。 | スクラップとして売却。 |
| DD-481                  | ロイツェ USS Leutze                               | ピュージェット・サウンド                      | 1944年03月04日                | 1945年12月06日                                                                                               | 1945年04月06日、沖縄戦において特攻により大破除籍、戦後にスクラップとして売却。                                                        | 1945年04月06日、沖縄戦において特攻により大破除籍、戦後にスクラップとして売却。                                                        | 1945年04月06日、沖縄戦において特攻により大破除籍、戦後にスクラップとして売却。                                                        | 1945年04月06日、沖縄戦において特攻により大破除籍、戦後にスクラップとして売却。                                                        | 1945年04月06日、沖縄戦において特攻により大破除籍、戦後にスクラップとして売却。                                                        | 1945年04月06日、沖縄戦において特攻により大破除籍、戦後にスクラップとして売却。                                                        |
| DD-482                  | ワトソン USS Watson                               | フェデラル                                    | 1946年01月07日、建造中止      | 1946年01月07日、建造中止                                                                                     | 1946年01月07日、建造中止 | 1946年01月07日、建造中止 | 1946年01月07日、建造中止 | 1946年01月07日、建造中止 | 1946年01月07日、建造中止 | 1946年01月07日、建造中止 |
| DD-498 DDE-498          | フィリップ USS Philip                             | フェデラル                                    | 1942年11月21日 1950年06月30日 | 1946年02月01日 1968年09月30日                                                                                | 1972年02月02日、スクラップとして売却されたが、解体される前に嵐に遭い沈没した。                                                        | 1972年02月02日、スクラップとして売却されたが、解体される前に嵐に遭い沈没した。                                                        | 1972年02月02日、スクラップとして売却されたが、解体される前に嵐に遭い沈没した。                                                        | 1972年02月02日、スクラップとして売却されたが、解体される前に嵐に遭い沈没した。                                                        | 1972年02月02日、スクラップとして売却されたが、解体される前に嵐に遭い沈没した。                                                        | 1972年02月02日、スクラップとして売却されたが、解体される前に嵐に遭い沈没した。                                                        |
| DD-499 DDE-499          | レンショー USS Renshaw                            | フェデラル                                    | 1942年12月05日 1950年06月     | 1947年02月 1970年02月14日                                                                                    | スクラップとして売却。 | スクラップとして売却。 | スクラップとして売却。 | スクラップとして売却。 | スクラップとして売却。 | スクラップとして売却。 |
| DD-500                  | リングゴールド USS Ringgold                       | フェデラル                                    | 1942年12月30日                | 1946年03月23日                                                                                               | 西ドイツ海軍 | D-171 | Z 2 (Zerstörer 2) | 1959年07月14日 | 1981年09月18日 | ギリシャ海軍へ譲渡。 |
| DD-500                  | リングゴールド USS Ringgold                       | フェデラル                                    | 1942年12月30日                | 1946年03月23日                                                                                               | ギリシャ海軍 | D-42 | キモン (ΒΠ Κίμων) | 1981年09月18日 | 1993年 | スクラップとして売却。 |
| DD-501                  | シュレーダー USS Schroeder                        | フェデラル                                    | 1943年01月01日                | 1946年04月29日                                                                                               | スクラップとして売却。 | スクラップとして売却。 | スクラップとして売却。 | スクラップとして売却。 | スクラップとして売却。 | スクラップとして売却。 |
| DD-502                  | シグスビー USS Sigsbee                            | フェデラル                                    | 1943年01月23日                | 1947年03月31日                                                                                               | スクラップとして売却。 | スクラップとして売却。 | スクラップとして売却。 | スクラップとして売却。 | スクラップとして売却。 | スクラップとして売却。 |
| DD-507 DDE-507          | コンウェイ USS Conway                             | バス鉄工所                                    | 1942年10月09日 1950年11月08日 | 1946年06月18日 1969年11月15日                                                                                | 実艦標的として処分。 | 実艦標的として処分。 | 実艦標的として処分。 | 実艦標的として処分。 | 実艦標的として処分。 | 実艦標的として処分。 |
| DD-508 DDE-508          | コニー USS Cony                                   | バス鉄工所                                    | 1942年10月30日 1949年11月17日 | 1946年06月18日 1969年07月02日                                                                                | 実艦標的として処分。 | 実艦標的として処分。 | 実艦標的として処分。 | 実艦標的として処分。 | 実艦標的として処分。 | 実艦標的として処分。 |
| DD-509                  | コンヴァース USS Converse                         | バス鉄工所                                    | 1942年11月20日                | 1946年04月23日                                                                                               | スペイン海軍 | D-23 | アルミランテ・バルデス (SPS Almirante Valdés)                                                                                         | 1959年07月01日 | 1986年11月17日 | スクラップとして売却。 |
| DD-510                  | イートン USS Eaton                                | バス鉄工所                                    | 1942年12月04日 1951年12月11日 | 1946年06月21日 1969年05月30日                                                                                | 実艦標的として処分。 | 実艦標的として処分。 | 実艦標的として処分。 | 実艦標的として処分。 | 実艦標的として処分。 | 実艦標的として処分。 |
| DD-511                  | フート USS Foote                                  | バス鉄工所                                    | 1942年12月22日                | 1946年04月18日                                                                                               | スクラップとして売却。 | スクラップとして売却。 | スクラップとして売却。 | スクラップとして売却。 | スクラップとして売却。 | スクラップとして売却。 |
| DD-512                  | スペンス USS Spence                               | バス鉄工所                                    | 1943年01月08日                | 1944年12月18日、フィリピン海で作戦行動中、コブラ台風の嵐により戦没。                                         | 1944年12月18日、フィリピン海で作戦行動中、コブラ台風の嵐により戦没。                                                                  | 1944年12月18日、フィリピン海で作戦行動中、コブラ台風の嵐により戦没。                                                                  | 1944年12月18日、フィリピン海で作戦行動中、コブラ台風の嵐により戦没。                                                                  | 1944年12月18日、フィリピン海で作戦行動中、コブラ台風の嵐により戦没。                                                                  | 1944年12月18日、フィリピン海で作戦行動中、コブラ台風の嵐により戦没。                                                                  | 1944年12月18日、フィリピン海で作戦行動中、コブラ台風の嵐により戦没。                                                                  |
| DD-513                  | テリー USS Terry                                  | バス鉄工所                                    | 1943年01月26日                | 1947年07月11日                                                                                               | ペルー海軍 | | | 1974年07月26日 | | 部品取り用として売却・解体。 |
| DD-514                  | サッチャー USS Thatcher                           | バス鉄工所                                    | 1943年02月10日                | 1945年11月23日                                                                                               | 1945年05月20日、沖縄戦において特攻により大破除籍、戦後にスクラップとして売却。                                                        | 1945年05月20日、沖縄戦において特攻により大破除籍、戦後にスクラップとして売却。                                                        | 1945年05月20日、沖縄戦において特攻により大破除籍、戦後にスクラップとして売却。                                                        | 1945年05月20日、沖縄戦において特攻により大破除籍、戦後にスクラップとして売却。                                                        | 1945年05月20日、沖縄戦において特攻により大破除籍、戦後にスクラップとして売却。                                                        | 1945年05月20日、沖縄戦において特攻により大破除籍、戦後にスクラップとして売却。                                                        |
| DD-515                  | アンソニー USS Anthony                            | バス鉄工所                                    | 1943年02月26日                | 1946年04月17日                                                                                               | 西ドイツ海軍 | D-170 | Z 1 (Zerstörer 1) | 1958年01月17日 | 1976年 | 部品取り用として売却。残存部分は実艦標的として処分。                                                                                  |
| DD-516                  | ワズワース USS Wadsworth                          | バス鉄工所                                    | 1943年03月16日                | 1946年04月18日                                                                                               | 西ドイツ海軍 | D-172 | Z 3 (Zerstörer 3) | 1959年10月06日 | 1980年 | ギリシャ海軍へ譲渡。 |
| DD-516                  | ワズワース USS Wadsworth                          | バス鉄工所                                    | 1943年03月16日                | 1946年04月18日                                                                                               | ギリシャ海軍 | D-65 | ネアルコス (ΒΠ Νέαρχος) | 1980年10月15日 | 1991年 | スクラップとして売却。 |
| DD-517                  | ウォーカー USS Walker                             | バス鉄工所                                    | 1943年04月03日 1950年09月15日 | 1946年05月31日 1969年07月02日                                                                                | イタリア海軍 | D-561 | ファンテ (Fante) | 1969年07月02日 | 1977年 | スクラップとして売却。 |
| DD-518                  | ブラウンソン USS Brownson                         | ベスレヘム造船 スタテンアイランド造船所       | 1943年02月03日                | 1943年12月26日、ニューブリテン島沖にて日本海軍の急降下爆撃を受け戦没。                                       | 1943年12月26日、ニューブリテン島沖にて日本海軍の急降下爆撃を受け戦没。                                                                | 1943年12月26日、ニューブリテン島沖にて日本海軍の急降下爆撃を受け戦没。                                                                | 1943年12月26日、ニューブリテン島沖にて日本海軍の急降下爆撃を受け戦没。                                                                | 1943年12月26日、ニューブリテン島沖にて日本海軍の急降下爆撃を受け戦没。                                                                | 1943年12月26日、ニューブリテン島沖にて日本海軍の急降下爆撃を受け戦没。                                                                | 1943年12月26日、ニューブリテン島沖にて日本海軍の急降下爆撃を受け戦没。                                                                |
| DD-519                  | ダリー USS Daly                                   | ベスレヘム造船 スタテンアイランド造船所       | 1943年03月10日 1951年07月06日 | 1946年04月18日 1960年05月02日                                                                                | スクラップとして売却。 | スクラップとして売却。 | スクラップとして売却。 | スクラップとして売却。 | スクラップとして売却。 | スクラップとして売却。 |
| DD-520                  | イシャーウッド USS Isherwood                      | ベスレヘム造船 スタテンアイランド造船所       | 1943年04月12日 1951年04月05日 | 1946年01月01日 1961年09月11日                                                                                | ペルー海軍 | DD-72 | アルミランテ・ギース (BAP Almirante Guise)                                                                                            | 1961年10月08日 | 1981年 | スクラップとして売却。 |
| DD-521                  | キンバリー USS Kimberly                           | ベスレヘム造船 スタテンアイランド造船所       | 1943年05月22日 1951年02月08日 | 1947年02月05日 1954年01月15日                                                                                | 中華民国海軍 | DD-18 DDG-918 | 安陽 ROCS An Yang | 1967年06月02日 | 1999年09月16日 | 実艦標的として処分。 |
| DD-522                  | ルース USS Luce                                   | ベスレヘム造船 スタテンアイランド造船所       | 1943年06月21日                | 1945年05月04日、沖縄戦にて特攻機の攻撃を受け戦没。                                                           | 1945年05月04日、沖縄戦にて特攻機の攻撃を受け戦没。                                                                                    | 1945年05月04日、沖縄戦にて特攻機の攻撃を受け戦没。                                                                                    | 1945年05月04日、沖縄戦にて特攻機の攻撃を受け戦没。                                                                                    | 1945年05月04日、沖縄戦にて特攻機の攻撃を受け戦没。                                                                                    | 1945年05月04日、沖縄戦にて特攻機の攻撃を受け戦没。                                                                                    | 1945年05月04日、沖縄戦にて特攻機の攻撃を受け戦没。                                                                                    |
| DD-526                  | アブナー・リード USS Abner Read                   | ベスレヘム造船 サンフランシスコ造船所         | 1943年02月05日                | 1944年11月01日、レイテ湾にて日本海軍の特攻機により戦没。                                                     | 1944年11月01日、レイテ湾にて日本海軍の特攻機により戦没。                                                                              | 1944年11月01日、レイテ湾にて日本海軍の特攻機により戦没。                                                                              | 1944年11月01日、レイテ湾にて日本海軍の特攻機により戦没。                                                                              | 1944年11月01日、レイテ湾にて日本海軍の特攻機により戦没。                                                                              | 1944年11月01日、レイテ湾にて日本海軍の特攻機により戦没。                                                                              | 1944年11月01日、レイテ湾にて日本海軍の特攻機により戦没。                                                                              |
| DD-527                  | アムメン USS Ammen                                | ベスレヘム造船 サンフランシスコ造船所         | 1943年03月20日 1951年04月05日 | 1946年04月15日 1960年09月15日                                                                                | スクラップとして売却。 | スクラップとして売却。 | スクラップとして売却。 | スクラップとして売却。 | スクラップとして売却。 | スクラップとして売却。 |
| DD-528                  | マラニー USS Mullany                              | ベスレヘム造船 サンフランシスコ造船所         | 1943年04月23日 1951年03月08日 | 1946年02月14日 1971年10月06日                                                                                | 中華民国海軍 | DD-9 DDG-909 | 慶陽 ROCS Ching Yang | 1971年10月06日 | 1999年07月16日 | 人工漁礁として海没処分。 |
| DD-529                  | ブッシュ USS Bush                                 | ベスレヘム造船 サンフランシスコ造船所         | 1943年05月10日                | 1945年04月06日、沖縄戦にて特攻機の攻撃により戦没。                                                           | 1945年04月06日、沖縄戦にて特攻機の攻撃により戦没。                                                                                    | 1945年04月06日、沖縄戦にて特攻機の攻撃により戦没。                                                                                    | 1945年04月06日、沖縄戦にて特攻機の攻撃により戦没。                                                                                    | 1945年04月06日、沖縄戦にて特攻機の攻撃により戦没。                                                                                    | 1945年04月06日、沖縄戦にて特攻機の攻撃により戦没。                                                                                    | 1945年04月06日、沖縄戦にて特攻機の攻撃により戦没。                                                                                    |
| DD-530                  | トラセン USS Trathen                              | ベスレヘム造船 サンフランシスコ造船所         | 1943年05月28日 1951年08月01日 | 1946年01月18日 1965年05月11日                                                                                | スクラップとして売却。 | スクラップとして売却。 | スクラップとして売却。 | スクラップとして売却。 | スクラップとして売却。 | スクラップとして売却。 |
| DD-531                  | ヘイゼルウッド USS Hazelwood                      | ベスレヘム造船 サンフランシスコ造船所         | 1943年06月18日 1951年09月12日 | 1946年01月18日 1965年03月09日                                                                                | 沖縄戦に従事中の1945年04月29日、特攻機 西口徳次中尉操縦の零式艦上戦闘機) の突入を受け大破。戦後に再就役した後、スクラップとして売却。 | 沖縄戦に従事中の1945年04月29日、特攻機 西口徳次中尉操縦の零式艦上戦闘機) の突入を受け大破。戦後に再就役した後、スクラップとして売却。 | 沖縄戦に従事中の1945年04月29日、特攻機 西口徳次中尉操縦の零式艦上戦闘機) の突入を受け大破。戦後に再就役した後、スクラップとして売却。 | 沖縄戦に従事中の1945年04月29日、特攻機 西口徳次中尉操縦の零式艦上戦闘機) の突入を受け大破。戦後に再就役した後、スクラップとして売却。 | 沖縄戦に従事中の1945年04月29日、特攻機 西口徳次中尉操縦の零式艦上戦闘機) の突入を受け大破。戦後に再就役した後、スクラップとして売却。 | 沖縄戦に従事中の1945年04月29日、特攻機 西口徳次中尉操縦の零式艦上戦闘機) の突入を受け大破。戦後に再就役した後、スクラップとして売却。 |
| DD-532                  | ヒーアマン USS Heermann                           | ベスレヘム造船 サンフランシスコ造船所         | 1943年07月06日 1951年09月12日 | 1946年06月12日 1957年12月20日                                                                                | アルゼンチン海軍 | D-20 | アルミランテ・ブラウン (ARA Almirante Brown)                                                                                          | 1961年08月14日 | 1982年 | スクラップとして売却。 |
| DD-533                  | ホーエル USS Hoel                                 | ベスレヘム造船 サンフランシスコ造船所         | 1943年07月19日                | 1944年10月25日、サマール沖海戦にて重巡洋艦羽黒の砲撃により戦没した。                                         | 1944年10月25日、サマール沖海戦にて重巡洋艦羽黒の砲撃により戦没した。                                                                  | 1944年10月25日、サマール沖海戦にて重巡洋艦羽黒の砲撃により戦没した。                                                                  | 1944年10月25日、サマール沖海戦にて重巡洋艦羽黒の砲撃により戦没した。                                                                  | 1944年10月25日、サマール沖海戦にて重巡洋艦羽黒の砲撃により戦没した。                                                                  | 1944年10月25日、サマール沖海戦にて重巡洋艦羽黒の砲撃により戦没した。                                                                  | 1944年10月25日、サマール沖海戦にて重巡洋艦羽黒の砲撃により戦没した。                                                                  |
| DD-534                  | マッコード USS McCord                             | ベスレヘム造船 サンフランシスコ造船所         | 1943年08月19日 1951年08月01日 | 1947年01月15日 1954年06月09日                                                                                | スクラップとして売却。 | スクラップとして売却。 | スクラップとして売却。 | スクラップとして売却。 | スクラップとして売却。 | スクラップとして売却。 |
| DD-535                  | ミラー USS Miller                                 | ベスレヘム造船 サンフランシスコ造船所         | 1943年08月31日 1951年05月19日 | 1945年12月19日 1964年06月30日                                                                                | スクラップとして売却。 | スクラップとして売却。 | スクラップとして売却。 | スクラップとして売却。 | スクラップとして売却。 | スクラップとして売却。 |
| DD-536                  | オーウェン USS Owen                               | ベスレヘム造船 サンフランシスコ造船所         | 1943年09月20日 1951年08月17日 | 1946年12月10日 1958年05月27日                                                                                | スクラップとして売却。 | スクラップとして売却。 | スクラップとして売却。 | スクラップとして売却。 | スクラップとして売却。 | スクラップとして売却。 |
| DD-537                  | ザ・サリヴァンズ USS The Sullivans                | ベスレヘム造船 サンフランシスコ造船所         | 1943年09月30日 1951年07月06日 | 1946年01月10日 1965年01月07日                                                                                | 博物館船として保存。 | 博物館船として保存。 | 博物館船として保存。 | 博物館船として保存。 | 博物館船として保存。 | 博物館船として保存。 |
| DD-538                  | ステフェン・ポッター USS Stephen Potter           | ベスレヘム造船 サンフランシスコ造船所         | 1943年10月21日 1951年03月29日 | 1945年09月21日 1958年04月21日                                                                                | スクラップとして売却。 | スクラップとして売却。 | スクラップとして売却。 | スクラップとして売却。 | スクラップとして売却。 | スクラップとして売却。 |
| DD-539                  | ティンゲイ USS Tingey                             | ベスレヘム造船 サンフランシスコ造船所         | 1943年11月25日 1951年01月27日 | 1946年03月 1963年11月30日                                                                                    | 実艦標的として処分。 | 実艦標的として処分。 | 実艦標的として処分。 | 実艦標的として処分。 | 実艦標的として処分。 | 実艦標的として処分。 |
| DD-540                  | トワイニング USS Twining                          | ベスレヘム造船 サンフランシスコ造船所         | 1943年12月01日 1950年06月10日 | 1946年06月14日 1971年07月01日                                                                                | 中華民国海軍 | DD-8 DDG-908 | 貴陽 ROCS Kwei Yang | 1971年08月16日 | 1999年07月16日 | 除籍 |
| DD-541                  | ヤーナル USS Yarnall                              | ベスレヘム造船 サンフランシスコ造船所         | 1943年12月30日 1951年02月28日 | 1947年01月15日 1958年09月30日                                                                                | 中華民国海軍 | DD-19 DDG-919 | 昆陽 ROCS Kuen Yang | 1968年06月10日 | 1999年10月16日 | 除籍 |
| DD-544                  | ボイド USS Boyd                                   | ベスレヘム造船、 サンペドロ造船所             | 1943年05月08日 1950年11月24日 | 1947年01月15日 1969年10月01日                                                                                | トルコ海軍 | D-343 | イスケンデルン (TCG İskenderun) | 1969年10月01日 | 1981年 | スクラップとして売却。 |
| DD-545                  | ブラッドフォード USS Bradford                     | ベスレヘム造船、 サンペドロ造船所             | 1943年06月12日 1950年10月27日 | 1946年08月01日 1962年02月09日                                                                                | ギリシャ海軍 | D-22 | テュエッラ (ΒΠ Θύελλα) | 1962年09月07日 | 1981年01月18日 | スクラップとして売却。 |
| DD-546                  | ブラウン USS Brown                                | ベスレヘム造船、 サンペドロ造船所             | 1943年07月10日 1950年10月27日 | 1946年08月01日 1962年02月09日                                                                                | ギリシャ海軍 | D-63 | ナヴァリノ (ΒΠ Ναυαρίνο) | 1962年09月27日 | 1981年 | スクラップとして売却。 |
| DD-547                  | コーウェル USS Cowell                             | ベスレヘム造船、 サンペドロ造船所             | 1943年08月23日 1951年09月21日 | 1946年07月22日 1971年08月17日                                                                                | アルゼンチン海軍 | D-24 | アルミランテ・ストルニ (ARA Almirante Storni)                                                                                         | 1971年08月17日 | 1982年 | スクラップとして売却。 |
| DD-550                  | カップス USS Capps                                | ガルフ・シップビルディング                    | 1943年06月23日                | 1947年01月15日                                                                                               | スペイン海軍 | D-21 | レパント (SPS Lepanto) | 1957年05月15日 | 1985年12月31日 | スクラップとして売却。 |
| DD-551                  | デヴィッド・W・テイラー USS David W. Taylor       | ガルフ・シップビルディング                    | 1943年09月18日                | 1946年08月17日                                                                                               | スペイン海軍 | D-22 | アルミランテ・フェランディス (SPS Almirante Ferrandiz)                                                                                | 1951年05月15日 | 1987年11月17日 | スクラップとして売却。 |
| DD-552                  | エヴァンズ USS Evans                              | ガルフ・シップビルディング                    | 1943年12月11日                | 1945年11月07日                                                                                               | 1945年05月11日、沖縄戦において特攻により大破除籍、戦後にスクラップとして売却され解体                                                  | 1945年05月11日、沖縄戦において特攻により大破除籍、戦後にスクラップとして売却され解体                                                  | 1945年05月11日、沖縄戦において特攻により大破除籍、戦後にスクラップとして売却され解体                                                  | 1945年05月11日、沖縄戦において特攻により大破除籍、戦後にスクラップとして売却され解体                                                  | 1945年05月11日、沖縄戦において特攻により大破除籍、戦後にスクラップとして売却され解体                                                  | 1945年05月11日、沖縄戦において特攻により大破除籍、戦後にスクラップとして売却され解体                                                  |
| DD-553                  | ジョン・D・ヘンリー USS John D. Henley            | ガルフ・シップビルディング                    | 1944年02月02日                | 1946年04月30日                                                                                               | スクラップとして売却。 | スクラップとして売却。 | スクラップとして売却。 | スクラップとして売却。 | スクラップとして売却。 | スクラップとして売却。 |
| DD-554                  | フランクス USS Franks                             | シアトル・タコマ造船所                        | 1943年07月30日                | 1946年05月31日                                                                                               | スクラップとして売却。 | スクラップとして売却。 | スクラップとして売却。 | スクラップとして売却。 | スクラップとして売却。 | スクラップとして売却。 |
| DD-555                  | ハガード USS Haggard                              | シアトル・タコマ造船所                        | 1943年08月31日                | 1945年11月01日                                                                                               | 1945年04月29日、沖縄戦において特攻により大破除籍、戦後にスクラップとして売却。                                                        | 1945年04月29日、沖縄戦において特攻により大破除籍、戦後にスクラップとして売却。                                                        | 1945年04月29日、沖縄戦において特攻により大破除籍、戦後にスクラップとして売却。                                                        | 1945年04月29日、沖縄戦において特攻により大破除籍、戦後にスクラップとして売却。                                                        | 1945年04月29日、沖縄戦において特攻により大破除籍、戦後にスクラップとして売却。                                                        | 1945年04月29日、沖縄戦において特攻により大破除籍、戦後にスクラップとして売却。                                                        |
| DD-556                  | ヘイリー USS Hailey                               | シアトル・タコマ造船所                        | 1943年09月30日 1951年04月27日 | 1946年01月27日 1960年11月03日                                                                                | ブラジル海軍 | D-30 | ペルナンブコ (CT Pernambuco) | 1961年07月20日 | 1982年 | 実艦標的として処分。 |
| DD-557                  | ジョンストン USS Johnston                         | シアトル・タコマ造船所                        | 1943年10月27日                | 1944年10月25日、サマール沖海戦にて戦艦金剛を含む日本艦隊の砲撃により戦没した。                               | 1944年10月25日、サマール沖海戦にて戦艦金剛を含む日本艦隊の砲撃により戦没した。                                                        | 1944年10月25日、サマール沖海戦にて戦艦金剛を含む日本艦隊の砲撃により戦没した。                                                        | 1944年10月25日、サマール沖海戦にて戦艦金剛を含む日本艦隊の砲撃により戦没した。                                                        | 1944年10月25日、サマール沖海戦にて戦艦金剛を含む日本艦隊の砲撃により戦没した。                                                        | 1944年10月25日、サマール沖海戦にて戦艦金剛を含む日本艦隊の砲撃により戦没した。                                                        | 1944年10月25日、サマール沖海戦にて戦艦金剛を含む日本艦隊の砲撃により戦没した。                                                        |
| DD-558                  | ロウズ USS Laws                                   | シアトル・タコマ造船所                        | 1943年11月18日 1951年11月02日 | 1946年12月01日 1964年03月30日                                                                                | スクラップとして売却。 | スクラップとして売却。 | スクラップとして売却。 | スクラップとして売却。 | スクラップとして売却。 | スクラップとして売却。 |
| DD-559                  | ロングショー USS Longshaw                         | シアトル・タコマ造船所                        | 1943年12月04日                | 1945年05月18日、沖縄戦において珊瑚礁に座礁後、沿岸砲台からの砲撃により大破、友軍の攻撃により撃沈処分された。 | 1945年05月18日、沖縄戦において珊瑚礁に座礁後、沿岸砲台からの砲撃により大破、友軍の攻撃により撃沈処分された。                          | 1945年05月18日、沖縄戦において珊瑚礁に座礁後、沿岸砲台からの砲撃により大破、友軍の攻撃により撃沈処分された。                          | 1945年05月18日、沖縄戦において珊瑚礁に座礁後、沿岸砲台からの砲撃により大破、友軍の攻撃により撃沈処分された。                          | 1945年05月18日、沖縄戦において珊瑚礁に座礁後、沿岸砲台からの砲撃により大破、友軍の攻撃により撃沈処分された。                          | 1945年05月18日、沖縄戦において珊瑚礁に座礁後、沿岸砲台からの砲撃により大破、友軍の攻撃により撃沈処分された。                          | 1945年05月18日、沖縄戦において珊瑚礁に座礁後、沿岸砲台からの砲撃により大破、友軍の攻撃により撃沈処分された。                          |
| DD-560                  | モリソン USS Morrison                             | シアトル・タコマ造船所                        | 1943年12月18日                | 1945年05月04日、沖縄戦において特攻機の攻撃により戦没。                                                       | 1945年05月04日、沖縄戦において特攻機の攻撃により戦没。                                                                                | 1945年05月04日、沖縄戦において特攻機の攻撃により戦没。                                                                                | 1945年05月04日、沖縄戦において特攻機の攻撃により戦没。                                                                                | 1945年05月04日、沖縄戦において特攻機の攻撃により戦没。                                                                                | 1945年05月04日、沖縄戦において特攻機の攻撃により戦没。                                                                                | 1945年05月04日、沖縄戦において特攻機の攻撃により戦没。                                                                                |
| DD-561                  | プリチェット USS Prichett                         | シアトル・タコマ造船所                        | 1944年01月15日 1951年08月17日 | 1946年03月14日 1970年01月10日                                                                                | イタリア海軍 | D-555 | ジェニエーレ (Geniere) | 1970年01月17日 | 1975年 | スクラップとして売却。 |
| DD-562                  | ロビンソン USS Robinson                           | シアトル・タコマ造船所                        | 1944年01月31日 1951年08月03日 | 1946年06月12日 1964年04月01日                                                                                | 実艦標的として処分。 | 実艦標的として処分。 | 実艦標的として処分。 | 実艦標的として処分。 | 実艦標的として処分。 | 実艦標的として処分。 |
| DD-563                  | ロス USS Ross                                     | シアトル・タコマ造船所                        | 1944年02月21日 1951年10月27日 | 1946年06月04日 1959年11月06日                                                                                | 実艦標的として処分。 | 実艦標的として処分。 | 実艦標的として処分。 | 実艦標的として処分。 | 実艦標的として処分。 | 実艦標的として処分。 |
| DD-564                  | ロウ USS Rowe                                     | シアトル・タコマ造船所                        | 1944年03月13日 1951年10月05日 | 1947年01月31日 1959年11月06日                                                                                | 実艦標的として処分。 | 実艦標的として処分。 | 実艦標的として処分。 | 実艦標的として処分。 | 実艦標的として処分。 | 実艦標的として処分。 |
| DD-565                  | スモーレイ USS Smalley                            | シアトル・タコマ造船所                        | 1944年03月31日 1951年07月03日 | 1946年07月18日 1957年09月30日                                                                                | スクラップとして売却。 | スクラップとして売却。 | スクラップとして売却。 | スクラップとして売却。 | スクラップとして売却。 | スクラップとして売却。 |
| DD-566                  | ストッダード USS Stoddard                         | シアトル・タコマ造船所                        | 1944年04月15日 1951年03月09日 | 1946年07月08日 1969年09月26日                                                                                | Navy SEALsの演習により撃沈処分。 | Navy SEALsの演習により撃沈処分。 | Navy SEALsの演習により撃沈処分。 | Navy SEALsの演習により撃沈処分。 | Navy SEALsの演習により撃沈処分。 | Navy SEALsの演習により撃沈処分。 |
| DD-567                  | ワッツ USS Watts                                  | シアトル・タコマ造船所                        | 1944年04月29日 1951年07月06日 | 1946年04月12日 1969年09月26日                                                                                | スクラップとして売却。 | スクラップとして売却。 | スクラップとして売却。 | スクラップとして売却。 | スクラップとして売却。 | スクラップとして売却。 |
| DD-568                  | レン USS Wren                                     | シアトル・タコマ造船所                        | 1944年05月20日 1951年09月07日 | 1946年07月13日 1963年12月30日                                                                                | スクラップとして売却。 | スクラップとして売却。 | スクラップとして売却。 | スクラップとして売却。 | スクラップとして売却。 | スクラップとして売却。 |
| DD-569                  | オーリック USS Aulick                             | コンソリデーテッド・スチール、 オレンジ造船所 | 1942年10月27日                | 1946年04月18日                                                                                               | ギリシャ海軍 | D-85 | スフェンドニ (ΒΠ Σφενδόνη) | 1959年08月21日 | 1991年10月25日 | スクラップとして売却。 |
| DD-570                  | チャールズ・オースバーン USS Charles Ausburne     | コンソリデーテッド・スチール、 オレンジ造船所 | 1942年11月24日                | 1946年04月18日                                                                                               | 西ドイツ海軍 | D-180 | Z 6 (Zerstörer 6) | 1960年04月12日 | 1968年10月 | スクラップとして売却。 |
| DD-571                  | クラクストン USS Claxton                          | コンソリデーテッド・スチール、 オレンジ造船所 | 1942年12月08日                | 1946年04月18日                                                                                               | 西ドイツ海軍 | D-178 | Z 4 (Zerstörer 4) | 1959年12月16日 | 1981年02月26日 | ギリシャ海軍へ部品取り用に譲渡。 |
| DD-572                  | ダイソン USS Dyson                                | コンソリデーテッド・スチール、 オレンジ造船所 | 1942年12月30日                | 1947年03月31日                                                                                               | 西ドイツ海軍 | D-179 | Z 5 (Zerstörer 5) | 1960年02月17日 | 1982年02月26日 | ギリシャ海軍へ部品取り用に譲渡。 |
| DD-573                  | ハリソン USS Harrison                             | コンソリデーテッド・スチール、 オレンジ造船所 | 1943年01月25日                | 1946年04月01日                                                                                               | メキシコ海軍 | E-01 | クアウテモック (ARM Cuauhtémoc) | 1970年08月19日 | 1982年 | 除籍 |
| DD-574                  | ジョン・ロジャース USS John Rodgers               | コンソリデーテッド・スチール、 オレンジ造船所 | 1943年02月09日                | 1946年03月25日                                                                                               | メキシコ海軍 | E-02 | クィトラワク (ARM Cuitláhuac) | 1970年08月19日 | 2001年07月16日 | スクラップとして売却。 |
| DD-575                  | マッキー USS McKee                                | コンソリデーテッド・スチール、 オレンジ造船所 | 1943年03月31日                | 1946年02月15日                                                                                               | スクラップとして売却。 | スクラップとして売却。 | スクラップとして売却。 | スクラップとして売却。 | スクラップとして売却。 | スクラップとして売却。 |
| DD-576                  | マリー USS Murray                                 | コンソリデーテッド・スチール、 オレンジ造船所 | 1943年08月20日 1951年10月16日 | 1946年03月27日 1965年06月01日                                                                                | スクラップとして売却。 | スクラップとして売却。 | スクラップとして売却。 | スクラップとして売却。 | スクラップとして売却。 | スクラップとして売却。 |
| DD-577                  | スプロストン USS Sproston                         | コンソリデーテッド・スチール、 オレンジ造船所 | 1943年05月19日 1950年09月15日 | 1946年01月18日 1968年09月30日                                                                                | スクラップとして売却。 | スクラップとして売却。 | スクラップとして売却。 | スクラップとして売却。 | スクラップとして売却。 | スクラップとして売却。 |
| DD-578                  | ウィックス USS Wickes                             | コンソリデーテッド・スチール、 オレンジ造船所 | 1943年06月16日                | 1945年12月20日                                                                                               | 実艦標的として処分。 | 実艦標的として処分。 | 実艦標的として処分。 | 実艦標的として処分。 | 実艦標的として処分。 | 実艦標的として処分。 |
| DD-579                  | ウィリアム・D・ポーター USS William D. Porter     | コンソリデーテッド・スチール、 オレンジ造船所 | 1943年07月06日                | 1945年06月10日、沖縄戦にて特攻隊の攻撃により撃沈。                                                           | 1945年06月10日、沖縄戦にて特攻隊の攻撃により撃沈。                                                                                    | 1945年06月10日、沖縄戦にて特攻隊の攻撃により撃沈。                                                                                    | 1945年06月10日、沖縄戦にて特攻隊の攻撃により撃沈。                                                                                    | 1945年06月10日、沖縄戦にて特攻隊の攻撃により撃沈。                                                                                    | 1945年06月10日、沖縄戦にて特攻隊の攻撃により撃沈。                                                                                    | 1945年06月10日、沖縄戦にて特攻隊の攻撃により撃沈。                                                                                    |
| DD-580                  | ヤング USS Young                                  | コンソリデーテッド・スチール、 オレンジ造船所 | 1943年07月31日                | 1947年01月                                                                                                   | 実艦標的として処分。 | 実艦標的として処分。 | 実艦標的として処分。 | 実艦標的として処分。 | 実艦標的として処分。 | 実艦標的として処分。 |
| DD-581                  | チャレット USS Charrette                          | ボストン海軍工廠                              | 1943年05月18日                | 1947年01月15日                                                                                               | ギリシャ海軍 | D-16 | ヴェロス (ΒΠ Βέλος) | 1959年06月16日 | 1991年02月26日 | 博物館船として保存。 |
| DD-582                  | コナー USS Conner                                 | ボストン海軍工廠                              | 1943年06月08日                | 1946年07月05日                                                                                               | ギリシャ海軍 | D-06 | アスピス (ΒΠ Ασπίς) | 1959年09月15日 | 1991年02月01日 | スクラップとして売却。 |
| DD-583                  | ホール USS Hall                                   | ボストン海軍工廠                              | 1943年07月06日                | 1946年12月10日                                                                                               | ギリシャ海軍 | D-56 | ロンチ (ΒΠ Λόγχη) | 1960年02月09日 | 1990年10月01日 | スクラップとして売却。 |
| DD-584                  | ハリガン USS Halligan                             | ボストン海軍工廠                              | 1943年08月19日                | 1945年03月26日、慶良間諸島近海にて触雷により戦没。                                                           | 1945年03月26日、慶良間諸島近海にて触雷により戦没。                                                                                    | 1945年03月26日、慶良間諸島近海にて触雷により戦没。                                                                                    | 1945年03月26日、慶良間諸島近海にて触雷により戦没。                                                                                    | 1945年03月26日、慶良間諸島近海にて触雷により戦没。                                                                                    | 1945年03月26日、慶良間諸島近海にて触雷により戦没。                                                                                    | 1945年03月26日、慶良間諸島近海にて触雷により戦没。                                                                                    |
| DD-585                  | ハラデン USS Haraden                              | ボストン海軍工廠                              | 1943年09月16日                | 1946年07月02日                                                                                               | 実艦標的として処分。 | 実艦標的として処分。 | 実艦標的として処分。 | 実艦標的として処分。 | 実艦標的として処分。 | 実艦標的として処分。 |
| DD-586                  | ニューコム USS Newcomb                            | ボストン海軍工廠                              | 1943年11月10日                | 1945年11月20日                                                                                               | 1945年04月06日、沖縄戦において特攻機が5機命中して大破除籍、戦後にスクラップとして売却。                                               | 1945年04月06日、沖縄戦において特攻機が5機命中して大破除籍、戦後にスクラップとして売却。                                               | 1945年04月06日、沖縄戦において特攻機が5機命中して大破除籍、戦後にスクラップとして売却。                                               | 1945年04月06日、沖縄戦において特攻機が5機命中して大破除籍、戦後にスクラップとして売却。                                               | 1945年04月06日、沖縄戦において特攻機が5機命中して大破除籍、戦後にスクラップとして売却。                                               | 1945年04月06日、沖縄戦において特攻機が5機命中して大破除籍、戦後にスクラップとして売却。                                               |
| DD-587                  | ベル USS Bell                                     | チャールストン                                | 1943年03月04日                | 1946年06月14日                                                                                               | 実艦標的として処分。 | 実艦標的として処分。 | 実艦標的として処分。 | 実艦標的として処分。 | 実艦標的として処分。 | 実艦標的として処分。 |
| DD-588                  | バーンズ USS Burns                                | チャールストン                                | 1943年04月03日                | 1946年06月25日                                                                                               | 実艦標的として処分。 | 実艦標的として処分。 | 実艦標的として処分。 | 実艦標的として処分。 | 実艦標的として処分。 | 実艦標的として処分。 |
| DD-589                  | イザード USS Izard                                | チャールストン                                | 1943年05月15日                | 1946年05月31日                                                                                               | スクラップとして売却。 | スクラップとして売却。 | スクラップとして売却。 | スクラップとして売却。 | スクラップとして売却。 | スクラップとして売却。 |
| DD-590                  | ポール・ハミルトン USS Paul Hamilton              | チャールストン                                | 1943年10月25日                | 1945年09月24日                                                                                               | スクラップとして売却。 | スクラップとして売却。 | スクラップとして売却。 | スクラップとして売却。 | スクラップとして売却。 | スクラップとして売却。 |
| DD-591                  | トゥイッグズ USS Twiggs                           | チャールストン                                | 1943年11月04日                | 1945年06月16日、沖縄戦にて特攻機の攻撃により戦没。                                                           | 1945年06月16日、沖縄戦にて特攻機の攻撃により戦没。                                                                                    | 1945年06月16日、沖縄戦にて特攻機の攻撃により戦没。                                                                                    | 1945年06月16日、沖縄戦にて特攻機の攻撃により戦没。                                                                                    | 1945年06月16日、沖縄戦にて特攻機の攻撃により戦没。                                                                                    | 1945年06月16日、沖縄戦にて特攻機の攻撃により戦没。                                                                                    | 1945年06月16日、沖縄戦にて特攻機の攻撃により戦没。                                                                                    |
| DD-592                  | ハワース USS Howorth                              | ピュージェット・サウンド 海軍造船所           | 1944年04月03日                | 1946年04月30日                                                                                               | 実艦標的として処分。 | 実艦標的として処分。 | 実艦標的として処分。 | 実艦標的として処分。 | 実艦標的として処分。 | 実艦標的として処分。 |
| DD-593                  | キレン USS Killen                                 | ピュージェット・サウンド 海軍造船所           | 1944年05月04日                | 1946年07月09日                                                                                               | 実艦標的として処分。 | 実艦標的として処分。 | 実艦標的として処分。 | 実艦標的として処分。 | 実艦標的として処分。 | 実艦標的として処分。 |
| DD-594                  | ハート USS Hart                                   | ピュージェット・サウンド 海軍造船所           | 1944年11月04日                | 1946年05月31日                                                                                               | スクラップとして売却。 | スクラップとして売却。 | スクラップとして売却。 | スクラップとして売却。 | スクラップとして売却。 | スクラップとして売却。 |
| DD-595                  | メトカルフ USS Metcalf                            | ピュージェット・サウンド 海軍造船所           | 1944年11月18日                | 1946年03月                                                                                                   | スクラップとして売却。 | スクラップとして売却。 | スクラップとして売却。 | スクラップとして売却。 | スクラップとして売却。 | スクラップとして売却。 |
| DD-596                  | シールズ USS Shields                              | ピュージェット・サウンド 海軍造船所           | 1945年02月08日 1950年07月15日 | 1946年06月14日 1972年07月01日                                                                                | ブラジル海軍 | D-33 | マラニャン (CT Maranhão) | 1972年07月01日 | 1990年 | スクラップとして売却。 |
| DD-597                  | ワイリー USS Wiley                                | ピュージェット・サウンド 海軍造船所           | 1945年02月22日                | 1946年05月15日                                                                                               | スクラップとして売却。 | スクラップとして売却。 | スクラップとして売却。 | スクラップとして売却。 | スクラップとして売却。 | スクラップとして売却。 |
| DD-629                  | アボット USS Abbot                                | バス鉄工所                                    | 1943年04月23日 1951年02月26日 | 1946年05月21日 1965年03月26日                                                                                | スクラップとして売却。 | スクラップとして売却。 | スクラップとして売却。 | スクラップとして売却。 | スクラップとして売却。 | スクラップとして売却。 |
| DD-630                  | ブレイン USS Braine                               | バス鉄工所                                    | 1943年05月11日 1951年04月06日 | 1946年07月26日 1971年08月17日                                                                                | アルゼンチン海軍 | D-23 | アルミランテ・ドメク・ガルシア (ARA Almirante Domecq Garcia)                                                                          | 1971年08月17日 | 1982年11月30日 | 実艦標的として処分。 |
| DD-631                  | アーベン USS Erben                                | バス鉄工所                                    | 1943年05月28日 1951年05月19日 | 1946年05月31日 1958年06月27日                                                                                | 大韓民国海軍 | DD-91 DD-911 | 忠武 Chung mu | 1963年05月16日 | 1983年 | 係留訓練艦後スクラップとして売却。 |
| DD-642                  | ヘイル USS Hale                                   | バス鉄工所                                    | 1943年06月15日 1951年03月24日 | 1947年01月15日 1960年07月30日                                                                                | コロンビア海軍 | DD-01 | アンティオキア (ARC Antioquia) | 1961年01月23日 | 1973年12月20日 | スクラップとして売却。 |
| DD-643                  | シガニー USS Sigourney                            | バス鉄工所                                    | 1943年06月29日 1951年09月07日 | 1946年03月20日 1960年05月01日                                                                                | スクラップとして売却。 | スクラップとして売却。 | スクラップとして売却。 | スクラップとして売却。 | スクラップとして売却。 | スクラップとして売却。 |
| DD-644                  | ステンベル USS Stembel                            | バス鉄工所                                    | 1943年07月16日 1951年11月09日 | 1946年05月31日 1958年05月27日                                                                                | アルゼンチン海軍 | D-22 | ロサレス (ARA Rosales) | 1961年08月07日 | 1982年 | スクラップとして売却。 |
| DD-649                  | アルバート・W・グラント USS Albert W. Grant       | チャールストン                                | 1943年11月24日                | 1946年07月16日                                                                                               | スクラップとして売却。 | スクラップとして売却。 | スクラップとして売却。 | スクラップとして売却。 | スクラップとして売却。 | スクラップとして売却。 |
| DD-650                  | ケイパートン USS Caperton                         | バス鉄工所                                    | 1943年07月30日 1951年04月06日 | 1946年07月06日 1960年04月27日                                                                                | 実艦標的として処分。 | 実艦標的として処分。 | 実艦標的として処分。 | 実艦標的として処分。 | 実艦標的として処分。 | 実艦標的として処分。 |
| DD-651                  | コグスウェル USS Cogswell                         | バス鉄工所                                    | 1943年08月17日 1951年01月07日 | 1946年04月30日 1969年10月01日                                                                                | トルコ海軍 | D-342 | イズミット (TCG İzmit) | 1969年10月01日 | 1980年 | スクラップとして売却。 |
| DD-652                  | インガーソル USS Ingersoll                        | バス鉄工所                                    | 1943年08月31日 1951年05月04日 | 1946年07月19日 1970年01月20日                                                                                | 実艦標的として処分。 | 実艦標的として処分。 | 実艦標的として処分。 | 実艦標的として処分。 | 実艦標的として処分。 | 実艦標的として処分。 |
| DD-653                  | ナップ USS Knapp                                  | バス鉄工所                                    | 1943年09月16日 1951年05月03日 | 1946年07月05日 1957年03月04日                                                                                | スクラップとして売却。 | スクラップとして売却。 | スクラップとして売却。 | スクラップとして売却。 | スクラップとして売却。 | スクラップとして売却。 |
| DD-654                  | ビアース USS Bearss                               | ガルフ・シップビルディング                    | 1944年04月12日 1951年09月07日 | 1947年01月31日 1963年12月30日                                                                                | スクラップとして売却。 | スクラップとして売却。 | スクラップとして売却。 | スクラップとして売却。 | スクラップとして売却。 | スクラップとして売却。 |
| DD-655                  | ジョン・フッド USS John Hood                      | ガルフ・シップビルディング                    | 1944年06月07日 1951年08月03日 | 1946年07月03日 1964年06月30日                                                                                | スクラップとして売却。 | スクラップとして売却。 | スクラップとして売却。 | スクラップとして売却。 | スクラップとして売却。 | スクラップとして売却。 |
| DD-656                  | ヴァン・ヴァルケンバーグ USS Van Valkenburgh      | ガルフ・シップビルディング                    | 1944年08月02日 1951年03月08日 | 1946年04月12日 1954年02月26日                                                                                | トルコ海軍 | D-341 | イズミル (TCG İzmir) | 1967年02月28日 | 1987年 | スクラップとして売却。 |
| DD-657                  | チャールズ・J・バジャー USS Charles J. Badger     | ベスレヘム造船 スタテンアイランド造船所       | 1943年07月23日 1951年09月10日 | 1946年05月21日 1957年12月20日                                                                                | チリ海軍 | | | 1974年05月10日 | | 部品取り用として売却。 |
| DD-658                  | コラハン USS Colahan                              | ベスレヘム造船 スタテンアイランド造船所       | 1943年08月23日 1950年12月16日 | 1946年06月14日 1966年08月01日                                                                                | 実艦標的として処分。 | 実艦標的として処分。 | 実艦標的として処分。 | 実艦標的として処分。 | 実艦標的として処分。 | 実艦標的として処分。 |
| DD-659                  | ダッシール USS Dashiell                           | フェデラル                                    | 1943年03月20日 1951年05月03日 | 1946年03月30日 1960年04月29日                                                                                | スクラップとして売却。 | スクラップとして売却。 | スクラップとして売却。 | スクラップとして売却。 | スクラップとして売却。 | スクラップとして売却。 |
| DD-660                  | バラード USS Bullard                              | フェデラル                                    | 1943年04月09日                | 1946年12月20日                                                                                               | スクラップとして売却。 | スクラップとして売却。 | スクラップとして売却。 | スクラップとして売却。 | スクラップとして売却。 | スクラップとして売却。 |
| DD-661                  | キッド USS Kidd                                   | フェデラル                                    | 1943年04月23日 1951年03月28日 | 1946年12月10日 1964年06月19日                                                                                | 博物館船として保存。 | 博物館船として保存。 | 博物館船として保存。 | 博物館船として保存。 | 博物館船として保存。 | 博物館船として保存。 |
| DD-662                  | ベニオン USS Bennion                              | ボストン海軍工廠                              | 1943年12月14日                | 1946年06月20日                                                                                               | スクラップとして売却。 | スクラップとして売却。 | スクラップとして売却。 | スクラップとして売却。 | スクラップとして売却。 | スクラップとして売却。 |
| DD-663                  | ヘイウッド・L・エドワーズ USS Heywood L. Edwards  | ボストン海軍工廠                              | 1944年01月26日                | 1946年07月01日                                                                                               | 海上自衛隊 | DD-183 | ありあけ | 1959年03月10日 | 1974年03月09日 | スクラップとして売却。 |
| DD-664                  | リチャード・P・リアリー USS Richard P. Leary      | ボストン海軍工廠                              | 1944年02月23日                | 1946年12月10日                                                                                               | 海上自衛隊 | DD-184 | ゆうぐれ | 1959年03月10日 | 1974年03月09日 | スクラップとして売却。 |
| DD-665                  | ブライアント USS Bryant                           | チャールストン                                | 1943年12月04日                | 1947年01月15日                                                                                               | 実艦標的として処分。 | 実艦標的として処分。 | 実艦標的として処分。 | 実艦標的として処分。 | 実艦標的として処分。 | 実艦標的として処分。 |
| DD-666                  | ブラック USS Black                                | フェデラル                                    | 1943年05月21日 1951年07月18日 | 1946年08月05日 1969年09月26日                                                                                | スクラップとして売却。 | スクラップとして売却。 | スクラップとして売却。 | スクラップとして売却。 | スクラップとして売却。 | スクラップとして売却。 |
| DD-667                  | チョウンシー USS Chauncey                         | フェデラル                                    | 1943年05月31日 1950年07月18日 | 1945年12月19日 1954年05月14日                                                                                | スクラップとして売却。 | スクラップとして売却。 | スクラップとして売却。 | スクラップとして売却。 | スクラップとして売却。 | スクラップとして売却。 |
| DD-668                  | クラレンス・K・ブロンソン USS Clarence K. Bronson | フェデラル                                    | 1943年06月11日 1951年06月07日 | 1946年07月16日 1960年06月29日                                                                                | トルコ海軍 | D-340 | イスタンブール (TCG İstanbul) | 1967年01月14日 | 1987年 | スクラップとして売却。 |
| DD-669                  | コットン USS Cotten                               | フェデラル                                    | 1943年07月24日 1951年07月03日 | 1946年07月15日 1960年12月13日                                                                                | スクラップとして売却。 | スクラップとして売却。 | スクラップとして売却。 | スクラップとして売却。 | スクラップとして売却。 | スクラップとして売却。 |
| DD-670                  | ドーチ USS Dortch                                 | フェデラル                                    | 1943年08月07日 1951年05月04日 | 1946年07月19日 1957年12月13日                                                                                | アルゼンチン海軍 | D-21 | エスポラ (ARA Espora) | 1961年08月16日 | 1977年 | スクラップとして売却。 |
| DD-671                  | ガトリング USS Gatling                            | フェデラル                                    | 1943年08月19日 1951年06月04日 | 1946年07月16日 1960年05月02日                                                                                | スクラップとして売却。 | スクラップとして売却。 | スクラップとして売却。 | スクラップとして売却。 | スクラップとして売却。 | スクラップとして売却。 |
| DD-672                  | ヒーリー USS Healy                                | フェデラル                                    | 1943年09月03日 1951年08月03日 | 1946年07月11日 1958年03月11日                                                                                | スクラップとして売却。 | スクラップとして売却。 | スクラップとして売却。 | スクラップとして売却。 | スクラップとして売却。 | スクラップとして売却。 |
| DD-673                  | ヒコックス USS Hickox                             | フェデラル                                    | 1943年09月10日 1951年05月19日 | 1946年12月10日 1957年12月20日                                                                                | 大韓民国海軍 | DD-93 DD-913 | 釜山 Pusan | 1968年11月15日 | 1989年 | スクラップとして売却。 |
| DD-674                  | ハント USS Hunt                                   | フェデラル                                    | 1943年09月22日 1951年10月31日 | 1945年12月15日 1963年12月30日                                                                                | スクラップとして売却。 | スクラップとして売却。 | スクラップとして売却。 | スクラップとして売却。 | スクラップとして売却。 | スクラップとして売却。 |
| DD-675                  | ルイス・ハンコック USS Lewis Hancock              | フェデラル                                    | 1943年09月29日 1951年05月19日 | 1946年01月10日 1957年12月08日                                                                                | ブラジル海軍 | D-31 | ピァウイ (CT Piaui) | 1967年08月01日 | 1989年 | スクラップとして売却。 |
| DD-676                  | マーシャル USS Marshall                           | フェデラル                                    | 1943年10月16日 1951年04月27日 | 1945年12月 1969年07月19日                                                                                    | スクラップとして売却。 | スクラップとして売却。 | スクラップとして売却。 | スクラップとして売却。 | スクラップとして売却。 | スクラップとして売却。 |
| DD-677                  | マクダーマット USS McDermut                       | フェデラル                                    | 1943年11月19日 1950年12月29日 | 1947年01月15日 1963年12月16日                                                                                | スクラップとして売却。 | スクラップとして売却。 | スクラップとして売却。 | スクラップとして売却。 | スクラップとして売却。 | スクラップとして売却。 |
| DD-678                  | マクゴーワン USS McGowan                          | フェデラル                                    | 1943年12月20日 1951年07月06日 | 1946年04月30日 1960年11月30日                                                                                | スペイン海軍 | D-25 | ホルヘ・フアン (SPS Jorge Juan) | 1960年12月01日 | 1988年11月15日 | スクラップとして売却。 |
| DD-679                  | マクネーア USS McNair                             | フェデラル                                    | 1943年12月30日 1951年07月06日 | 1946年05月28日 1963年12月30日                                                                                | スクラップとして売却。 | スクラップとして売却。 | スクラップとして売却。 | スクラップとして売却。 | スクラップとして売却。 | スクラップとして売却。 |
| DD-680                  | メルヴィン USS Melvin                             | フェデラル                                    | 1943年11月24日 1951年02月26日 | 1946年05月31日 1954年01月13日                                                                                | スクラップとして売却。 | スクラップとして売却。 | スクラップとして売却。 | スクラップとして売却。 | スクラップとして売却。 | スクラップとして売却。 |
| DD-681                  | ホープウェル USS Hopewell                         | ベスレヘム造船、 サンペドロ造船所             | 1943年09月30日 1951年03月28日 | 1947年01月15日 1970年01月02日                                                                                | 実艦標的として処分。 | 実艦標的として処分。 | 実艦標的として処分。 | 実艦標的として処分。 | 実艦標的として処分。 | 実艦標的として処分。 |
| DD-682                  | ポーターフィールド USS Porterfield                | ベスレヘム造船、 サンペドロ造船所             | 1943年10月30日 1951年04月27日 | 1946年07月15日 1969年11月07日                                                                                | 実艦標的として処分。 | 実艦標的として処分。 | 実艦標的として処分。 | 実艦標的として処分。 | 実艦標的として処分。 | 実艦標的として処分。 |
| DD-683                  | ストックハム USS Stockham                         | ベスレヘム造船 サンフランシスコ造船所         | 1944年02月11日 1951年11月14日 | 1946年08月30日 1957年09月02日                                                                                | 実艦標的として処分。 | 実艦標的として処分。 | 実艦標的として処分。 | 実艦標的として処分。 | 実艦標的として処分。 | 実艦標的として処分。 |
| DD-684                  | ウェダーバーン USS Wedderburn                     | ベスレヘム造船 サンフランシスコ造船所         | 1944年03月09日 1950年11月21日 | 1946年04月04日 1969年10月01日                                                                                | スクラップとして売却。 | スクラップとして売却。 | スクラップとして売却。 | スクラップとして売却。 | スクラップとして売却。 | スクラップとして売却。 |
| DD-685                  | ピッキング USS Picking                            | ベスレヘム造船 スタテンアイランド造船所       | 1943年09月21日 1951年01月26日 | 1945年12月20日 1969年09月06日                                                                                | 実艦標的として処分。 | 実艦標的として処分。 | 実艦標的として処分。 | 実艦標的として処分。 | 実艦標的として処分。 | 実艦標的として処分。 |
| DD-686                  | ハルゼー・パウエル USS Halsey Powell              | ベスレヘム造船 スタテンアイランド造船所       | 1943年10月25日 1951年04月27日 | 1946年12月10日 1968年04月27日                                                                                | 大韓民国海軍 | DD-92 DD-912 | ソウル Seoul | 1968年04月27日 | 1982年 | スクラップとして売却。 |
| DD-687                  | ウールマン USS Uhlmann                            | ベスレヘム造船 スタテンアイランド造船所       | 1943年11月22日 1950年05月23日 | 1946年06月14日 1972年07月15日                                                                                | スクラップとして売却。 | スクラップとして売却。 | スクラップとして売却。 | スクラップとして売却。 | スクラップとして売却。 | スクラップとして売却。 |
| DD-688                  | レメイ USS Remey                                  | バス鉄工所                                    | 1943年09月30日 1951年12月14日 | 1946年12月10日 1963年12月30日                                                                                | スクラップとして売却。 | スクラップとして売却。 | スクラップとして売却。 | スクラップとして売却。 | スクラップとして売却。 | スクラップとして売却。 |
| DD-689                  | ワドレー USS Wadleigh                             | バス鉄工所                                    | 1943年10月19日 1951年10月03日 | 1946年06月20日 1962年06月28日                                                                                | チリ海軍 | 14 | ブランコ・エンカラーダ (Blanco Encalada)                                                                                              | 1962年07月26日 | 1983年 | スクラップとして売却。 |
| DD-690                  | ノーマン・スコット USS Norman Scott               | バス鉄工所                                    | 1943年11月05日                | 1946年04月30日                                                                                               | スクラップとして売却。 | スクラップとして売却。 | スクラップとして売却。 | スクラップとして売却。 | スクラップとして売却。 | スクラップとして売却。 |
| DD-691                  | マーツ USS Mertz                                  | バス鉄工所                                    | 1943年11月19日                | 1946年04月23日                                                                                               | スクラップとして売却。 | スクラップとして売却。 | スクラップとして売却。 | スクラップとして売却。 | スクラップとして売却。 | スクラップとして売却。 |
| DD-792                  | キャラハン USS Callaghan                          | ベスレヘム造船、 サンペドロ造船所             | 1943年11月27日                | 1945年07月28日、沖縄戦にて特攻機の攻撃により戦没。                                                           | 1945年07月28日、沖縄戦にて特攻機の攻撃により戦没。                                                                                    | 1945年07月28日、沖縄戦にて特攻機の攻撃により戦没。                                                                                    | 1945年07月28日、沖縄戦にて特攻機の攻撃により戦没。                                                                                    | 1945年07月28日、沖縄戦にて特攻機の攻撃により戦没。                                                                                    | 1945年07月28日、沖縄戦にて特攻機の攻撃により戦没。                                                                                    | 1945年07月28日、沖縄戦にて特攻機の攻撃により戦没。                                                                                    |
| DD-793                  | カッシン・ヤング USS Cassin Young                 | ベスレヘム造船、 サンペドロ造船所             | 1943年12月31日 1951年09月08日 | 1946年05月28日 1960年04月29日                                                                                | 博物館船として保存。 | 博物館船として保存。 | 博物館船として保存。 | 博物館船として保存。 | 博物館船として保存。 | 博物館船として保存。 |
| DD-794                  | アーウィン USS Irwin                              | ベスレヘム造船、 サンペドロ造船所             | 1944年02月14日 1951年02月26日 | 1946年05月31日 1958年01月10日                                                                                | ブラジル海軍 | D-32 | サンタ・カタリナ (CT Santa Catarina)                                                                                                  | 1968年05月10日 | 1988年12月28日 | 実艦標的として処分。 |
| DD-795                  | プレストン USS Preston                            | ベスレヘム造船、 サンペドロ造船所             | 1944年03月20日 1951年01月26日 | 1946年04月24日 1969年11月15日                                                                                | トルコ海軍 | D-344 | イチェル (TCG İçel) | 1969年11月15日 | 1981年 | スクラップとして売却。 |
| DD-796                  | ベンハム USS Benham                               | ベスレヘム造船 スタテンアイランド造船所       | 1943年12月20日 1951年03月24日 | 1946年10月18日 1960年06月30日                                                                                | ペルー海軍 | DD-71 | ヴィラー (BAP Villar) | 1960年12月15日 | 1980年 | スクラップとして売却。 |
| DD-797                  | カッシング USS Cushing                            | ベスレヘム造船 スタテンアイランド造船所       | 1944年01月17日 1951年08月17日 | 1947年02月03日 1960年11月08日                                                                                | ブラジル海軍 | D-29 | パラナ (CT Paraná) | 1961年07月20日 | 1973年08月01日 | スクラップとして売却。 |
| DD-798                  | マンセン USS Monssen                              | ベスレヘム造船 スタテンアイランド造船所       | 1944年02月14日 1951年10月31日 | 1946年04月30日 1957年09月もしくは同年12月03日                                                                | スクラップとして売却。 | スクラップとして売却。 | スクラップとして売却。 | スクラップとして売却。 | スクラップとして売却。 | スクラップとして売却。 |
| DD-799                  | ジャーヴィス USS Jarvis                           | シアトル・タコマ造船所                        | 1944年06月03日 1951年02月08日 | 1946年06月29日 1960年10月24日                                                                                | スペイン海軍 | D-24 | アルカラ・ガリアーノ (SPS Alcalá Galiano)                                                                                             | 1960年11月03日 | 1988年12月15日 | スクラップとして売却。 |
| DD-800                  | ポーター USS Porter                               | シアトル・タコマ造船所                        | 1944年06月24日 1951年02月09日 | 1946年07月03日 1953年08月10日                                                                                | スクラップとして売却。 | スクラップとして売却。 | スクラップとして売却。 | スクラップとして売却。 | スクラップとして売却。 | スクラップとして売却。 |
| DD-801                  | コルホーン USS Colhoun                            | シアトル・タコマ造船所                        | 1944年07月08日                | 1945年04月06日、沖縄戦にて特攻機の攻撃により戦没。                                                           | 1945年04月06日、沖縄戦にて特攻機の攻撃により戦没。                                                                                    | 1945年04月06日、沖縄戦にて特攻機の攻撃により戦没。                                                                                    | 1945年04月06日、沖縄戦にて特攻機の攻撃により戦没。                                                                                    | 1945年04月06日、沖縄戦にて特攻機の攻撃により戦没。                                                                                    | 1945年04月06日、沖縄戦にて特攻機の攻撃により戦没。                                                                                    | 1945年04月06日、沖縄戦にて特攻機の攻撃により戦没。                                                                                    |
| DD-802                  | グレゴリー USS Gregory                            | シアトル・タコマ造船所                        | 1944年07月29日 1951年04月27日 | 1947年01月15日 1964年02月01日                                                                                | 実艦標的として処分。 | 実艦標的として処分。 | 実艦標的として処分。 | 実艦標的として処分。 | 実艦標的として処分。 | 実艦標的として処分。 |
| DD-803                  | リトル USS Little                                 | シアトル・タコマ造船所                        | 1944年08月19日                | 1945年05月03日、沖縄戦にて特攻機の攻撃により戦没。                                                           | 1945年05月03日、沖縄戦にて特攻機の攻撃により戦没。                                                                                    | 1945年05月03日、沖縄戦にて特攻機の攻撃により戦没。                                                                                    | 1945年05月03日、沖縄戦にて特攻機の攻撃により戦没。                                                                                    | 1945年05月03日、沖縄戦にて特攻機の攻撃により戦没。                                                                                    | 1945年05月03日、沖縄戦にて特攻機の攻撃により戦没。                                                                                    | 1945年05月03日、沖縄戦にて特攻機の攻撃により戦没。                                                                                    |
| DD-804                  | ルークス USS Rooks                                | シアトル・タコマ造船所                        | 1944年09月02日 1951年05月19日 | 1946年06月11日 1962年07月26日                                                                                | チリ海軍 | 15 | コクレーン (Cochrane) | 1962年07月26日 | 1983年 | スクラップとして売却。 |

### アメリカ国外での運用
本級のうち49隻が外国海軍に売却・供与・貸与された。その中には日本、ドイツ、イタリアと言った以前の敵国も含まれており、アメリカ海軍での経歴よりも長い経歴を積んだ。
中華民国海軍に供与された艦は、1970年代後半から1980年代にかけて武進1号計画に基づき近代化が行われた。これにより、雄風I型、雄風II型対艦ミサイルとシーチャパラル艦対空ミサイル、OTO 76mm砲等が搭載されミサイル駆逐艦に再分類されている。
これらの艦も大半は1970年代に解体された。最後まで現役に留まった艦はメキシコ海軍の「クィトラワク」（元「ジョン・ロジャース」）であり、2001年に退役した。
- アルゼンチン海軍 - 5隻 (ロサレス級)
- イタリア海軍 - 3隻 (ファンテ級)
- 大韓民国海軍 - 3隻
- ギリシャ海軍 - 8隻 (西ドイツ海軍から譲渡された2隻を含む)
- コロンビア海軍 - 1隻
- スペイン海軍 - 5隻 (レパント級)
- 中華民国海軍 - 4隻
- チリ海軍 - 2隻
- トルコ海軍 - 5隻
- 西ドイツ海軍 - 6隻 (Z1級（119型）)
- 海上自衛隊 - 2隻 (ありあけ型護衛艦)
- ブラジル海軍 - 7隻 (パラ級)
- ペルー海軍 - 2隻
- メキシコ海軍 - 2隻

### 保存艦
4隻が博物館船として保存された。
- カッシン・ヤング (USS Cassin Young, DD-793)：マサチューセッツ州ボストン
- ザ・サリヴァンズ (USS The Sullivans, DD-537)：ニューヨーク州バッファロー
- キッド (USS Kidd, DD-661)：ルイジアナ州バトンルージュ
- ヴェロス (AT Velos, D16)（元 チャレット (USS Charrette, DD-581)）：ギリシャ、ファリロン

## 登場作品
映画
『危険な道』
架空艦「DD-298 キャシデイ」役で「DD-498 フィリップ」が登場。真珠湾攻撃時に湾内にいたが、緊急出港したことで難を逃れる。その後、残存艦と共に日本海軍の機動部隊への攻撃に参加し、その最中に襲撃してきた日本海軍の潜水艦に対して爆雷を投下し撃沈する。
撮影には、アメリカ海軍の全面協力で実物が使用されている。
『グレイハウンド』
架空艦「DD-548 グレイハウンド」役で「DD-661 キッド」が登場。
　
アニメ・漫画
『ストライクウィッチーズ2』
TVアニメ第2期でアメリカ合衆国をモデルとする架空国家、リベリオン合衆国の駆逐艦として同型艦が複数登場。
　
ゲーム
『アズールレーン』
擬人化キャラクター「KANSEN(カンセン)」として「フレッチャー」、「ラドフォード」、「ジェンキンス」、「ニコラス」、「バッチ」、「スタンリー」、「ハルフォード」、「フート」、「スペンス」、「サッチャー」、「キンバリー」、「マラニー」、「ブッシュ」、「ヘイゼルウッド」、「ステフェン・ポッター」、「モリソン」、「スモーレイ(スモーリー表記)」、「オーリック」、「チャールズ・オースバーン」、「ウィリアム・D・ポーター(ローディング画面にのみ登場するNPC)」、「ベル」が登場。
『艦隊これくしょん -艦これ-』
擬人化キャラクター「艦娘」として「DD-445 フレッチャー」「DD-557 ジョンストン」「DD-663 ヘイウッド・L・エドワーズ」「DD-664 リチャード・P・リアリー」が登場。
『World of Warships』
使用できる艦艇として、「DD-445 フレッチャー」「DD-480 ハルフォード」「DD-661 キッド」「DD-666 ブラック」が実装されている。なお、ハルフォード、キッド、ブラックに関しては課金することで使用可能になるプレミアム艦艇である。